# 81e division de réserve (Empire allemand)
Pour les articles homonymes, voir 81e division.
Le 81e division de réserve est une grande unité de l'armée prussienne pendant la Première Guerre mondiale.

## Composition

### Ordre de guerre du 29 décembre 1914
- 81e brigade d'infanterie de réserve
  - 267e régiment d'infanterie de réserve
  - 268e régiment d'infanterie de réserve
  - 269e régiment d'infanterie de réserve
  - 61e compagnie cycliste de réserve
  - 81e détachement de cavalerie de réserve
- 81e brigade d'artillerie de campagne de réserve
  - 67e régiment d'artillerie de campagne de réserve
  - 68e régiment d'artillerie de campagne de réserve
- 84e compagnie du génie de réserve
- 85e compagnie du génie de réserve

### Structure de guerre du 1er janvier 1918
- 81e brigade d'infanterie de réserve
  - 267e régiment d'infanterie de réserve
  - 268e régiment d'infanterie de réserve
  - 269e régiment d'infanterie de réserve
  - 2e escadron du 2e régiment de dragons de la Garde
- 81e commandant d'artillerie
  - 68e régiment d'artillerie de campagne de réserve
  - 2e bataillon du 26e régiment d'artillerie à pied
- 41e bataillon du génie
- 481e commandant divisionnaire du renseignement

## Histoire
La grande unité est formée le 24 décembre 1914 et engagée sur le front de l'Est. Après le cessez-le-feu à la fin de 1917, la division est transférée sur le front occidental, où elle combat jusqu'à la fin de la guerre. Après l'armistice de Compiègne, elle rentre en marche chez elle, où la démobilisation et la dissolution de la grande unité a lieu le 25 janvier 1919.

### Calendrier des batailles

#### 1915
- 23 janvier au 30 mars --- Batailles de tranchées à l'ouest de la Somme
- 31 au 22 avril --- Réserve OHL et transport vers l'est
- 23 au 30 avril --- Batailles de position pour Gorlice-Tarnów
- 1 à 3 mai --- Bataille de Gorlice-Tarnow
- 4 au 23 mai --- Poursuite des combats après la bataille de Gorlice-Tarnow
  - 16 au 23 mai --- Traversée du San
- 24 au 26 mai --- Batailles à Radymno et sur le San
- 27 mai au 7 juin --- Batailles de Przemyśl
- 17 au 22 juin --- Bataille de Lemberg
- 22 juin au 8 juillet --- Poursuite des combats à la frontière galicienne-polonaise
- 19 au 30 juillet --- Bataille de Hrubieszów
- 1 au 3 août --- Bataille de Kholm
- 7 au 12 août --- Bataille de l'Ucherka
- 13 au 17 août --- Bataille de Vlodava
- 18 au 24 août --- attaque sur Brest-Litovsk
- 25 au 26 août --- Prise de Brest-Litovsk
- 27 au 28 août --- Poursuite sur Kobryn
- 29 au 30 août --- bataille près de Kobryn
- 29 au 31 août --- Poursuite dans les marais du Pripet
- 31 août au 1er septembre --- Bataille d'Horodec
- 4 au 6 septembre --- Bataille de Drohiczyn-Chomsk
- 8 au 15 septembre --- Persécution à Pinsk
  - 16 septembre --- Prise de Pinsk
- 17 au 18 septembre --- Batailles à Pinsk et Logischin
- à partir de 1er octobre --- guerre de tranchées dans les marais de Pripet

#### 1916
- jusqu'au 1er avril --- Tranchée dans les marais du Pripet
- à partir de 1er mai --- guerre de tranchées dans les marais de Pripet

#### 1917
- jusqu'au 1er décembre --- guerre de tranchées dans les marais de Pripet
- 2 au 17 décembre --- Cessez-le-feu
- 17 au 21 décembre --- Transport vers l'Ouest
- 21 au 31 décembre --- Batailles de tranchées en Flandre et en Artois

#### 1918
- 1er janvier au 13 mai --- Batailles de tranchées en Flandre et en Artois
  - 9 au 18 avril --- Bataille d'Armentières
- 13 mai au 25 juillet --- guerre de tranchées en Flandre
- 1er août au 6 octobre --- Batailles de tranchées en Lorraine
- 7 au 9 octobre --- Bataille défensive entre Cambrai et St Quentin
- 10 octobre au 4 novembre --- Combats avant et dans la position Hermann
  - du 17 au 26 octobre --- Batailles entre l'Oise et Serre
- 4 novembre --- Bataille de Guise
- 5 au 11 novembre --- Combat de retraite devant la position Anvers-Meuse
- à partir de 11 novembre --- Dégagement du territoire occupé et retour au pays

## Commandants
| Grade           | Nom                          | Date                                |
| --------------- | ---------------------------- | ----------------------------------- |
| Generalleutnant | Leo von Stocken (de)         | 24 décembre 1914 au 6 octobre 1915  |
| Generalleutnant | Alfred von Larisch           | 7 octobre 1915 au 29 avril 1916     |
| Generalleutnant | Anton von Thiesenhausen      | 1er au 4 mai 1916                   |
| Generalleutnant | Wilhelm Johann Neugebauer    | 5 mai 1916 au 1er avril 1917        |
| Generalleutnant | Anton von Thiesenhausen      | 2 avril au 2 décembre 1917          |
| Generalleutnant | Wilhelm Johann Neugebauer    | 3 décembre 1917 au 1er juillet 1918 |
| Generalleutnant | Oskar Gustav Albert Greßmann | 2 juillet au 20 décembre 1918       |
| Generalleutnant | Gustav von Lambsdorff        | 21 décembre 1918 au 25 janvier 1919 |